# Musca (geslacht)
Musca is een geslacht van vliegen uit de familie van de echte vliegen (Muscidae).

## Soorten
- Musca aethiops Stein, 1913
- Musca afra Paterson, 1956
- Musca albina Wiedemann, 1830
- Musca alpesa Walker, 1849
- Musca amita Hennig, 1964
- Musca asiatica Shinonaga & Kano, 1977
- Musca autumnalis De Geer, 1776 (Herfstvlieg)
- Musca bakeri Patton, 1923
- Musca bezzii Patton & Cragg, 1913
- Musca biseta Hough, 1898
- Musca cadaverum (Kirby, 1837)
- Musca callvea Walker, 1849
- Musca capensis Zielke, 1971
- Musca cassara Pont, 1973
- Musca conducens Walker, 1859
- Musca confiscata Speiser, 1924
- Musca convexifrons Thomson, 1869
- Musca craggi Patton, 1922
- Musca crassirostris Stein, 1903
- Musca curviforceps Sacca & Rivosecchi, 1956
- Musca dasyops Stein, 1913
- Musca domestica Linnaeus, 1758 (Huisvlieg)
  - Musca domestica calleva Walker, 1849
  - Musca domestica domestica Linnaeus, 1758
- Musca elatior Villeneuve, 1937
- Musca emdeni Nandi & Sinha, 2004
- Musca ethiopica Zielke, 1973
- Musca fergusoni Johnston & Bancroft, 1920
- Musca fletcheri Patton & Senior-White, 1924
- Musca formosana Malloch, 1925
- Musca freedmani Paterson, 1957
- Musca gabonensis Macquart, 1855
- Musca heidiae Zielke, 1974
- Musca hervei Villeneuve, 1922
- Musca hugonis Pont, 1980
- Musca illingworthi Patton, 1923
- Musca inferior Stein, 1909
- Musca intermedia (Fallen, 1825)
- Musca larvipara Porchinskiy, 1910
- Musca lasiopa Villeneuve, 1936
- Musca lasiophthalma Thomson, 1869
- Musca liberia Snyder, 1951
- Musca lindneri Paterson, 1956
- Musca lothari Zielke, 1974
- Musca lucidula (Loew, 1856)
- Musca lusoria Wiedemann, 1824
- Musca mactans (Fabricius, 1787)
- Musca malaisei Emden, 1965
- Musca mallochi Thompson & Pont , 1994
- Musca meruensis Zielke, 1973
- Musca munroi Patton, 1936
- Musca negriabdomina Awati, 1916
- Musca nevilli Kleynhans, 1987
- Musca osiris Wiedemann, 1830
- Musca patersoni Zielke, 1971
- Musca pattoni Austen, 1910
- Musca pilifacies Emden, 1965
- Musca planiceps Wiedemann, 1824
- Musca pseudocorvina Emden, 1939
- Musca ruralis (Gravenhorst, 1807)
- Musca santoshi Joseph & Parui, 1972
- Musca seniorwhitei Patton, 1922
- Musca setulosa Zielke, 1971
- Musca somalorum Bezzi, 1892
- Musca sorbens Wiedemann, 1830
- Musca spangleri Zielke, 1971
- Musca splendens Pont, 1980
- Musca stabulans (Fallen, 1817)
- Musca striatacta Awati, 1916
- Musca suecica (Villers, 1789)
- Musca tahitiensis (Lichtenstein, 1796)
- Musca tempestatum (Bezzi, 1908)
- Musca tempestiva Fallén, 1817
- Musca terraereginae Johnston & Bancroft, 1920
- Musca tibetana Fan, 1978
- Musca transvaalensis Zielke, 1971
- Musca ugandae Emden, 1939
- Musca ventrosa Wiedemann, 1830
- Musca vetustissima Walker, 1849
- Musca vilis (Gravenhorst, 1807)
- Musca villeneuvii Patton, 1922
- Musca vitripennis Meigen, 1826
- Musca wittweri Zielke, 1974
- Musca xanthomela Wiedemann, 1824